# Gemeinde Baltschik
Baltschik [bɐɫˈtʃik] (bulgarisch Балчик; andere häufigere Schreibweisen Balchik, Balčik) ist eine Gemeinde im Nordosten Bulgariens in der Oblast Dobritsch. Sitz der Gemeinde ist die gleichnamige Hafenstadt Baltschik. Auf dem Gebiet der Gemeinde liegt der Hotelort Albena.

## Gemeindegliederung

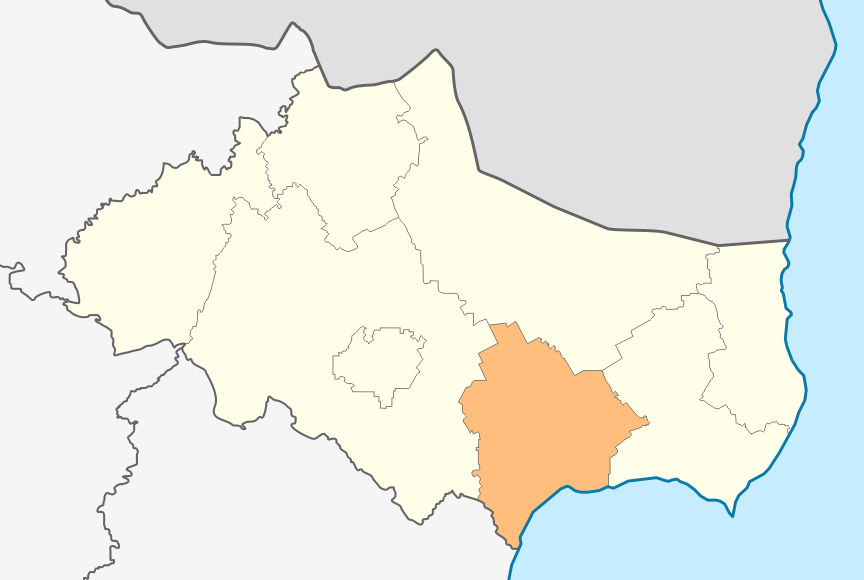
Lage der Gemeinde (orange) in der Oblast Dobritsch

Außer dem Gemeindezentrum Baltschik liegen folgende Dörfer in der Gemeinde:
| - Beswodiza - Bobowez - Brjastowo - Chrabrowo - Dabrawa - Dropla - Gurkowo - Karwuna - Kranewo - Kremena - Ljachowo - Obrotschischte - Prespa - Rogatschewo - Senokos - Smeewo - Sokolowo - Straschiza - Trigorzi - Zaritschino - Zarkwa |
| --- |

## Bildung
In der Gemeinde gibt es acht Schulen und 14 Kindergärten. Davon befinden sich drei in der Stadt Baltschik, die restlichen sind in den Dörfern verteilt.